# 保亭杨桐
保亭杨桐（学名：Adinandra howii）为山茶科杨桐属下的一个种。其种加词“howii”以侯宽昭（1908-1959）的姓氏命名。